# Leonard Cohen: I'm Your Man
Leonard Cohen: I'm Your Man è un documentario del 2005 diretto da Lian Lunson sulla vita e carriera del cantautore Leonard Cohen. Presentato al Toronto Film Festival nel settembre del 2005, intervalla racconti autobiografici e interviste alle esibizioni del concerto-tributo Came So Far for Beauty, tenutosi al teatro dell'opera di Sydney nel gennaio del 2005.

## Colonna sonora
La colonna sonora del documentario è stata pubblicata nel luglio del 2006 e comprende una racconta di canzoni scelte tra le performance live in Brighton e Sydney dello show Came So Far for Beauty: An Evening of Leonard Cohen Songs.
Come ultima canzone viene inserita la canzone Tower of Songs, cantata dagli U2 in collaborazione con Leonard Cohen, nonostante la band non avesse preso parte ai concerti ma solo alla realizzazione del film. La registrazione dell'esibizione compare anche come finale del documentario, è stata realizzata in un nightclub di New York nel maggio 2005 senza pubblico e rappresenta il graduale ritorno musicale di Leonard Cohen dopo 13 anni di assenza a causa del suo ritiro spirituale presso il monastero buddista di Mount Baldy in California.
1. Tower of Song - Martha Wainwright
2. Tonight Will Be Fine - Teddy Thompson
3. I'm Your Man - Nick Cave
4. Winter Lady - Kate McGarrigle e Anna McGarrigle con Martha Wainwright
5. Sisters of Mercy - Beth Orton
6. Chelsea Hotel No. 2 - Rufus Wainwright
7. If It Be Your Will - Antony
8. I Can't Forget - Jarvis Cocker
9. Famous Blue Raincoat - The Handsome Family
10. Bird on the Wire - Perla Batalla
11. Everybody Knows - Rufus Wainwright
12. The Traitor - Martha Wainwright
13. Suzanne - Nick Cave, Perla Batalla e Julie Christensen
14. The Future - Teddy Thompson
15. Anthem - Perla Batalla e Julie Christensen
16. Tower of Song - Leonard Cohen e U2